# Rosyjski Legion Kontrrewolucyjny
Rosyjski Legion Kontrrewolucyjny (ros. Русский контрреволюционный легион) – antysowiecka rosyjska formacja zbrojna na Węgrzech na początku lat 20. XX wieku
Na początku 1921 w Budapeszcie z inicjatywy generała Piotra Głazenapa został utworzony komitet, w skład którego weszli biali wojskowi i działacze cywilni. Miał on poparcie władz Wielkiej Brytanii i Francji, a także admirała Miklosa Horthyego, rządzącego na Węgrzech. Jego zadaniem było sformowanie ochotniczej formacji zbrojnej mającej być użytą do interwencji wojskowej na terytorium Rosji Sowieckiej. Generałowi Piotrowi Głazenapowi w ciągu kilku miesięcy udało się zwerbować ok. 1500 byłych oficerów i szeregowych żołnierzy ewakuowanej z Krymu Armii Rosyjskiej generała Piotra Wrangla. Zgrupowano ich w obozie pod Budapesztem. Punkt werbunkowy mieścił się natomiast przy budapeszteńskiej ulicy Fehérvári. Otrzymali oni uzbrojenie i wyposażenie wojskowe, zakupione z pieniędzy otrzymanych od Brytyjczyków i Francuzów. Formacja otrzymała nazwę Rosyjski Legion Kontrrewolucyjny. Jednakże po zmianie sytuacji międzynarodowej związanej z konferencją w Genui w kwietniu 1922 Legion został rozwiązany, zaś generał Piotr Głazenap wyjechał do Polski, gdzie zamieszkał.